# Kopper
 Denne artikel omhandler sygdommen kopper. For metallet kobber og grundstof nummer 29, se Kobber.
Kopper (variola) var en meget smitsom og farlig virussygdom hos mennesker forårsaget af koppevirus (variolavirus). Dødeligheden af kopper er anslået til at være mellem 15 og 60 procent for variola major, som er den oprindelige og mest udbredte type. En anden type, variola minor, så man først i nogle dele af verden i slutningen af 1800-tallet, og den resulterer i en mildere form for kopper hvor højst 1–2 procent døde.:152  For spædbørn er dødeligheden meget høj, typisk fra omkring 80 til næsten 100 procent. I det sidste århundrede inden kopper blev udryddet, estimeres det, at op imod 500 millioner mennesker døde af sygdommen.
Overlevende havde ofte varige mén, eksempelvis blev omkring 1⁄3 blinde. De fleste koppe-ramte folk var mærket for livet med ar, specielt i ansigtet, idet kopperne bristede til åbne sår under sygdomsforløbet.:30 
Kopper var den første sygdom, hvor vaccination blev udført, og det er vaccination, der har ført til den globale udryddelse af sygdommen. I Danmark var kopper stort set blevet udryddet i starten af 1900-tallet, men enkelte tilfælde forekom senere, typisk i forbindelse med udlandsrejser, hvilket også var tilfældet for den sidste registrerede patient i landet i 1970. I 1967 igangsatte WHO et globalt vaccinationsprogram for at udrydde sygdommen i de sidste dele af verden, hvor den stadig forekom. Det sidste udbrud globalt var i Somalia i 1977. Den sidste person, der døde af kopper, var den medicinske fotograf Janet Parker, der døde i 1978 som følge af et laboratorieuheld i England. Sygdommen blev i 1980 af WHO erklæret for udryddet.
Koppevirus gemmes stadig  hos amerikanske og russiske myndigheder, henholdsvis i Atlanta ved Centers for Disease Control and Prevention (CDC) og Vektor Instituttet i Novosibirsk.

## Sygdommens historien

### I Afrika og Asien
Baseret på koppers genetik, opstod den formodentlig i østlige dele af Afrika for 3.000–4.000 år siden, og er nært beslægtet med et par andre virus, som rammer forskellige dyr i den del af verden. Kopper smitter typisk kun mennesker, sjældent aber og ikke andre dyr.
Det siges ofte, at sygdommen var i Egypten, Indien og Kina for over 3.000 år siden, men beviserne er generelt ikke helt sikre. Den egyptiske farao Ramesses V døde i 1145 før vor tidsregning, og hans mumie har mærker, der præcis ligner kopper, men potentielt kan skyldes andre sygdomme. Hvis det var kopper, er han det tidligste velkendte tilfælde med sygdommen. Der er dog to yderligere egyptiske mumier, et fra ca. samme tid som Ramesses V og et der er et par hundrede år ældre, der også har mærker, der meget vel kan være kopper. De tidligste ret sikre beskrivelser af sygdommen er indiske medicinske skrifter, der blev samlet i de første par århundrede efter vor tidsregning, og er baseret på andre skrifter (der ikke eksisterer længere) skrevet mindst flere hundrede –måske over et tusind– år før vor tidsregning. Der var handelsveje over land og hav, der forbandt de tidlige egyptiske og indiske civilisationer. De første klare beviser på sygdommen i Kina er skrifter fra det 4. århundrede, men der er dog flere ting der indikerer, at den allerede var der i hvert fald i det 3. århundrede før vor tidsregning, måske allerede betydeligt tidligere. I forbindelse med handelsruter i Asien, deriblandt Silkevejen, blev kopper derefter spredt i store dele af det kontinent. Hvor end den spredte sig døde mange mennesker, specielt i tætbefolkede og velforbundene samfund. Eksempelvis vurderes det, at omkring 1⁄3 af Japans befolkning døde under koppe-epidemien i årene 735–737.
Et andet tegn på sygdommens forholdsvis lange historie i Afrika og Indien er, at disse steder har specifikke guder for kopper.

### I Europa
På trods af, at kopper er en sygdom med ganske unikke karakteristika, blev intet der minder om den omtalt i Hippocrates' skrifter, hvilket stærkt indikerer, at den var fuldstændig ukendt i Oldtidens Grækenland. Der er dog nogle, der har argumenteret for, at epidemien i Athen i 430–426 før vor tidsregning var kopper, hvilket dog er meget spekulativt, og de fleste mener, det skyldtes noget andet som pest, tyfus eller en slags hæmoragisk feber.
Derimod skyldtes den såkaldte "Antonine Plage", der spredte sig fra Mesopotamien udover Romerriget i årene 165–180, formodentlig kopper (omend det ikke er fuldstændig bevist, og nogle forskere har foreslået andre sygdomme). Den resulterede i millioner af døde i Romerriget, og forandrede imperiet fundamentalt. Ellers ser det ikke ud til, at sygdommen var almindelig i Europa før middelalderen, hvor man begyndte at se regelmæssige epidemier. I 1700-tallet alene estimeres det, at omkring 45 millioner mennesker døde af kopper i Europa (til sammenligning udgjorde hele Europas befolkning omkring 150 million i år 1800). Selv i slutningen af 1700-tallet medførte udbrud i Berlin og London betydelig dødelighed blandt voksne, og langt størstedelen af alle spædbørn der fik sygdommen døde. Under en voldsom epidemi i Island i 1707–1709 døde omkring 1⁄3 af øens befolkning, og under et udbrud i Stockholm i 1874 døde ca. 1.200 personer, hvilket var 20 procent af alle dødsfald i byen det år (Sverige havde igangsat koppe-vaccinationen, men mange i byen var stadig uvaccineret).

#### I Danmark
Det første bevis på kopper i Danmark er DNA fra et skelet fra år 900 i vikingetiden. Man har også fundet DNA fra kopper i en række andre skeletter fra øvrige nordeuropæiske lande fra omkring vikingetiden. Trods gennemgribende undersøgelser har man ikke fundet det i nogen nordeuropæiske skeletter fra før den periode, hvilket indikerer, at kopper formodentlig først har spredt sig til regionen i eller en smule før vikingetiden. Den var et unikt sideskud på koppers stamtræ, som man kun kender fra Nordeuropa omkring vikingetiden, dvs. den endte med at forsvinde af sig selv, og den var ikke stamfader til nogen af de andre kendte koppe-typer. Det vides ikke, hvor farlig den var i forhold til de andre typer, men baseret på dens DNA og den viden man har om perioden, er det meget muligt, at den var langt mindre dødelig. De første lokale alvorlige koppe-epidemier i Danmark er registreret i 1500-tallet (ca. 500 år efter vikingetiden). I 1700-tallet fandtes sygdommen i hele landet, og store epidemier, hvoraf nogle resulterede i tusinder af døde, forekom med få års mellemrum.
I Danmark blev de første personer vaccineret mod kopper i 1801, men allerede i 1760 blev Christian 7. og i 1770 blev Frederik 6. beskytte via den mere simple koppeinokulations-metode. Ved vaccinationsforordning fra 1810 blev det et krav, at man var vaccineret for at blive gift eller starte i skole. Herefter aftog sygdommen betydeligt i landet, men der var stadig en del som ikke blev vaccineret, og kopper forekom stadig regelmæssigt, med enkelte periodemæssige udbrud med flere hundrede døde helt op til 1870'erne. Efter stramningen af den danske vaccinationsforordning i 1871, hvor det blev et krav at alle børn skulle vaccineres mod kopper inden de fyldte otte år, var den stort set blevet udryddet i landet i starten af 1900-tallet. Enkelte tilfælde forekom senere, typisk i forbindelse med udlandsrejser eller indførelse af tekstiler fra andre lande, som i 1909 da russiske klude resulterede i et udbrud i Silkeborg. Det sidste registrerede tilfælde af sygdommen i Danmark var i 1970, da en nordmand der netop var ankommet fra Afghanistan blev indlagt på Blegdamshospitalet. Man isolerede alle han potentielt havde været i kontakt med i Danmark, mere end 500 personer, men ingen var blevet smittet. Nordmanden døde, og blev dermed både det første dødsoffer for kopper i Danmark i omkring 50 år, og det allersidste registrerede tilfælde af kopper i Danmark.

### I Nord- og Sydamerika
Da de første europæere kom til Amerika spredte sygdommen sig også til den del af verden, og de tilbagevendende koppe-epidemier efter 1492 ramte indianerne særlig hårdt.:217  Mange døde. De overlevende blev kastet ud i samfundsmæssige og personlige kriser som følge af sygdommens hærgen: Med ét slag stod hele byer og stammer uden ledere, mens befolkningens tro på at kunne påvirke verden i en gunstig retning med bønner og ceremonier var rystet.:217  Kopper er blevet kaldt en af de mest smittefarlige, ødelæggende og nedbrydende sygdomme overhovedet.:15 
Den første dokumenterede koppe-epidemi bredte sig over det meste af både Nord-, Mellem- og Sydamerika i 1520-1524 med ufattelige følger for navnlig de oprindelige befolkninger.:98  Hundrede år senere var antallet af indfødte amerikanere faldet med anslået 75 procent efter gentagne udbrud af både kopper og andre sygdomme som pest og mæslinger.:78 
Gennem 1600-tallet led folk i Nordamerika – både hvide og indianere – under mindst ni koppe-epidemier forskellige steder på kontinentet. Således levede quapawerne i Arkansas og Mississippi i kun to mindre byer efter et udbrud af kopper i 1699, mens de før havde beboet fire større byer.:27 
Omfattende koppe-epidemier bredte sig over Nordamerika i 1738-1739, 1750-1752, 1762-1766 og igen i 1778-1783.:99  Sygdommen brød også ud lokalt med mange ofre til følge. Indbyggerne i Boston kæmpede f.eks. mod kopper ikke kun i 1721, hvor 844 af 5759 smittede døde,:1  men seks gange mere inden slutningen på 1700-tallet.:216 
Miami-høvding Little Turtle og andre miamier på besøg i Washington, D.C. i januar 1802 fik som de første indianere i USA indpodet ko-koppe-virus under huden (og ikke koppe-virus i blodet som før forsøgsvis anvendt):3  efter doktor Edward Jenners gennembrud med en forebyggende behandling.:108  Den 5. maj 1832 vedtog USA en lov, Indian Vaccination Law,:9  der åbnede for at tilbyde indianere vaccination mod kopper. Programmet led under en snæver politisk udvælgelse af indianerstammerne, der var værdige til at nyde godt af loven.:29  En følge var den næsten fuldstændige udryddelse af mandan-indianerne i North Dakota i sommeren 1837. Hidatsaerne og arikaraerne i nærtliggende områder så op mod halvdelen af stammens folk bukke under for sygdommen.:45  Koppe-epidemien i 1836-1840, der krævede ofre både i Texas i syd og Alaska i nord, var den sidste vidtudbredte i Nordamerika.:100 
De sidste, milde tilfælde af kopper udløst af variola minor på den nordlige prærie i 1900-1901 ramte flere reservatet i North – og South Dakota.:25 

## Smitte og symptomer
Fra personen er smittet til de første symptomer viser sig (inkubationstiden) tager 7 til 19 dage, og man kan ikke smitte andre i den periode. Kopper kan smitte fra feberen begynder til de sidste sårskorper løsner sig, hvilket sker tre til fire uger efter udslættet begyndte, og sygdommen er specielt smitsom i den første uge med udslættet. Kopper er meget smitsom, men kræver typisk nær kontakt for at smitte. Til tider overføres smitten via klæder, sengetøj eller andet stof, som den syge har været i nær kontakt med.
WHO inddeler sygdomstilfælde af kopper i fem hovedformer, hvoraf de to første er dem man typisk ser hos uvaccinerede, den tredje og fjerde ses hos både vaccinerede og uvaccinerede, mens den sidste kun kendes hos vaccinerede:
- 1. Den langt mest almindelige, ca. 90 procent af alle tilfælde af variola major hos uvaccinerede, starter med at den smittede føler sig generelt utilpas, har høj feber, hovedpine, og andre symptomer der kan minde om influenza. Feberen begynder at falde, og én til nogle få dage efter får man et udslæt med knopper over store dele af kroppen, på armene, benene og i ansigtet. Efter nogle få dage bliver knopperne til væskefyldte blære, hvorefter der går hul på dem. Efter et par uger er de tomme for væske, og sårskorper dannes. Denne form har den typiske dødelighed for sygdommen, dvs. varierende, men normalt omkring 30 procent.
- 2. Under 10 procent af tilfældene hos uvaccinerede, specielt børn, starter som den første form med de influenza-lignende symptomer, men giver fladere hudlæsioner, ikke de samme hævede, væskefyldte blære. Langt de fleste der får denne form dør inden for en til to uger.
- 3. Omkring et par procent af uvaccinerede, til tider også vaccinerede, mest voksne og mere almindelig for gravide, starter som den første form med de influenza-lignende symptomer, men får ikke store læsioner ovenpå huden. Derimod bløder de under store dele af huden (i stil med blå mærker, hvorfor den også blev kaldt sort kopper) og fra slimhinder. Langt de fleste der får denne form dør inden for den første uge. For dem der overlever længere, bliver huden ofte løs med væskeansamlinger under den, og falder let af. Denne form blev ofte fejldiagnosticeret, specielt i de tidlige faser, f.eks. blev et tilfælde i Jugoslavien i 1972 først diagnosticeret som en alvorlig reaktion mod medicin, og patienten endte derfor med at smitte flere andre, der ikke beskyttede sig.
- 4. Rammer vaccinerede, kun sjældent uvaccinerede men så oftest dem med variola minor, og minder om en betydeligt mildere version af første form. Kan forveksles med skoldkopper, og stort set aldrig dødelig.
- 5. Rammer vaccinerede, men ingen åbenlyse tegn på sygdommen (som udslæt, hudlæsioner eller blødninger), og kan heller ikke smitte andre. Nogle har hovedpine og føler sig generelt utilpas. Ikke dødelig.

## Vaccination

### Vaccinationshistorie
I 1796 viste den britiske læge Edward Jenner, at en infektion med den relativt milde kokoppevirus også ville give immunitet mod de dødelige kopper.  Jenner omtalte kokopper som variolae vaccinae (kokopper), deraf navnet vaccination. Den første vaccination i Danmark skete i 1801. Allan Watt Downie demonstrerede i 1939, at virus i tidens koppevaccine var serologisk forskellig fra kokoppe-virus, og vaccinia virus blev efterfølgende anerkendt som en separat virusart.  Det var også denne virus, der blev anvendt i den moderne koppevaccine, som WHO brugte i den globale vaccinationskampagne 1958-1977 for at udrydde kopper. Helgenomsekventering har afsløret, at vaccinia virus er tættere beslægtet med hestekoppe-virus end med kokoppestammerne fundet i Storbritannien.

### Beskyttelsesniveau
Langt størstedelen af dem der bliver vaccineret, er beskyttet mod alvorlige tilfælde af kopper i tre til fem år, hvorefter beskyttelsesniveauet gradvist falder (dvs. man er ikke beskyttet for livet efter én vaccination, i modsætningen til den livslange beskyttelse man får, hvis man har haft sygdommen). Rapporter, som dog er behæftet med en hvis usikkerhed, tyder på, at man 20 til 30 år efter vaccinationen ofte stadig har et niveau af beskyttelse mod død, men at den på det tidspunkt ellers ikke beskytter mod sygdommen. Med senere booster-vaccinationer kan man bevare den høje beskyttelsesgrad.
Hvis man udsættes for koppe-smitte, har det desuden vist sig, at man markant kan mindske risikoen for at udvikle alvorlig sygdom, hvis man vaccineres inden for få dage.

## Etymologi
Det danske ord kopper stammer fra flertalsformen af kop, og hentyder til de kopper, der blev brugt som behandlingsform, eller til de blærer, som sygdommen skabte. På latin hedder kopper variola. Variola stammer sandsynligvis fra ordet varius, altså pletter, eller varus, bums. 